# Charitodoron
Charitodoron is een geslacht van weekdieren uit de klasse van de Gastropoda (slakken).

## Soorten
- Charitodoron agulhasensis (Thiele, 1925)
- Charitodoron alcyone Lussi, 2009
- Charitodoron barbara (Thiele, 1925)
- Charitodoron bathybius (Barnard, 1959)
- Charitodoron rosadoi Kilburn, 1995
- † Charitodoron tauzini Lozouet, 1991
- Charitodoron thalia Tomlin, 1932
- Charitodoron veneris (Barnard, 1964)

### Synoniemen
- Charitodoron aglaia Tomlin, 1932 => Charitodoron agulhasensis (Thiele, 1925)
- Charitodoron euphrosyne Tomlin, 1932 => Charitodoron barbara (Thiele, 1925)
- Charitodoron pasithea Tomlin, 1943 => Charitodoron thalia Tomlin, 1932